# Takahiro Moriuchi
Takahiro Moriuchi (森内 貴寛, Moriuchi Takahiro, dit Taka, né le 17 avril 1988 à Tokyo) est le chanteur du groupe de rock japonais One Ok Rock.

## Biographie
Il est le fils d'un couple de chanteur de enka, Shinichi Mori et Masako Mori, et le frère du chanteur du groupe My First Story, Hiroki Moriuchi. Il prend le nom de sa mère lorsque ses parents divorcent en 2005.

## Carrière

### 2002-2004: Début de carrière
Il travaille tout d'abord pour l'agence Johnny & Associates où il fit partie du groupe NEWS, pour lequel il participera au premier single (NewS Nippon, ou il interprète un semi solo sur la chanson Arigato Ima, pour la version Est du single sorti en 2003). Il quittera le groupe et l'agence juste avant le passage sous label major du groupe pour se consacrer à ses études.

### entre 2004 et 2005
Taka travaille au sein d'un restaurant chic de Tokyo. Toru, qui était à la recherche d'un chanteur pour son groupe (et allant au restaurant par le pur des hasards), s'était aperçu du magnifique timbre de voix de Taka. Plus les jours passèrent, plus Taka le trouvait indésirable au vu de son attitude insistante. Jusqu'à ce jour où Toru dit à ce dernier qu'il ne partirait pas du restaurant tant qu'il n'accepterait pas sa proposition qu'était celle de venir à son studio ou étaient Ryota et Tomoya. Ne voulant pas créer de conflit, Taka accepta à contrecœur. 

### depuis 2005: One Ok Rock
En 2005, il intègre le groupe One Ok Rock comme chanteur à la demande du guitariste et leader, Toru Yamashita. Le groupe publie en 2006 son premier CD.
En août 2012, après plusieurs années de succès plus ou moins modéré, ils publient The Beginning présente sur la bande son du film Rurouni Kenshin et sera un succès.
En mars 2013, le groupe Simple Plan annonce une nouvelle version de leur chanson Summer Paradise avec Taka pour une version japonaise exclusive. Ils ont plus tard été ensemble sur scène pendant le festival de musique Punkspring 2013 à Tokyo.
En novembre 2013, Taka aide Pay Money to My Pain pour chanter sur leur album Gene après que leur vocaliste ait eu une insuffisance cardiaque.

## Influences
Ses principales influences sont Linkin Park, Good Charlotte, Issues, Sum 41, Green Day et Simple Plan. Il cite également Chester Bennington de Linkin Park et Kellin Quinn de Sleeping with Sirens pour passer de la pop au rock.

## Vie privée
- C'est un fanatique de ONE PIECE et Dragon Ball Z
- Il a eu une relation avec Suzuki Emi, une actrice Japonaise
- Selon MariedCeleb, Taka aurait un salaire annuel net de 500.000$